# Schradera acuminata
Schradera acuminata är en måreväxtart som beskrevs av Paul Carpenter Standley. Schradera acuminata ingår i släktet Schradera och familjen måreväxter. Inga underarter finns listade i Catalogue of Life.